# О-Ле-Пупу-Пуэ
О-Ле-Пу́пу-Пу́э, или О́ле-Пу́пу-Пу́э (англ. О Le Pupu-Pu’e) — национальный парк островов Самоа и остров Уполу. Создан в 1978 году. Площадь составляет 2857 га от самой северной точки (гора Фито (1100 м) и гора Пуэ (800 м)) до вулкана Пупу. Первый национальный парк, объявленный в южной части Тихого океана. Двигаясь пешком около четырёх часов можно добраться до лавовой трубки Peapea.
Также на остовах находятся густой лес, и водопады, такие, как водопад Тогитогига (англ. Togitogiga)
Национальный парк стал неплохой средой обитания для местных видов летучих мышей, Pteropus tonganus, находящегося под угрозой исчезновения из-за браконьерства. В национальном парке обитают 42 вида гнездящихся птиц.
А также из-за плодородной вулканической почвы на территории парка растут Alpinia purpurata, Heliconia rostrata и другие растения.